# Филип Винчестер
Филип Винчестер (енгл. Philip Winchester; Београд, Монтана, 24. март 1981) је амерички филмски и телевизијски глумац. Најпознатији је по улози Питер Стоун у серијама Чикашка правда и Ред и закон: Одељење за специјалне жртве.